# آب‌انبار خانکوک
آب‌انبار خانکوک ، آب‌انباری است مربوط به دوره قاجار که که در روستای خانکوک از توابع دهستان حومه بخش مرکزی شهرستان فردوس واقع شده‌است. این اثر در تاریخ ۱ آذر ۱۳۸۸ با شمارهٔ ثبت ۲۸۱۲۴ به‌عنوان یکی از آثار ملی ایران به ثبت رسیده است.